# Épaisseur
L'épaisseur  est la mesure de la hauteur d'un objet ou d'un revêtement vu par la tranche. Parmi les instruments permettant de mesurer une épaisseur, il est possible de citer le pied à coulisse, le comparateur, le micromètre, le vitromètre et les différents appareils de mesure d'épaisseur de revêtement.
C'est aussi une propriété d'une substance fluide ayant une certaine viscosité, exemple : crème fraîche « épaisse » ou consistante.
Une substance épaississante, telle la fécule, est capable d'augmenter la viscosité d'une autre substance.